# Běšiny
Běšiny är en ort i Tjeckien.   Den ligger i regionen Plzeň, i den västra delen av landet, 120 km sydväst om huvudstaden Prag. Běšiny ligger 480 meter över havet och antalet invånare är 810.
Terrängen runt Běšiny är kuperad åt sydväst, men åt nordost är den platt. Runt Běšiny är det ganska glesbefolkat, med 23 invånare per kvadratkilometer. Närmaste större samhälle är Klatovy, 10,5 km norr om Běšiny. I omgivningarna runt Běšiny växer i huvudsak blandskog.

## Galleri

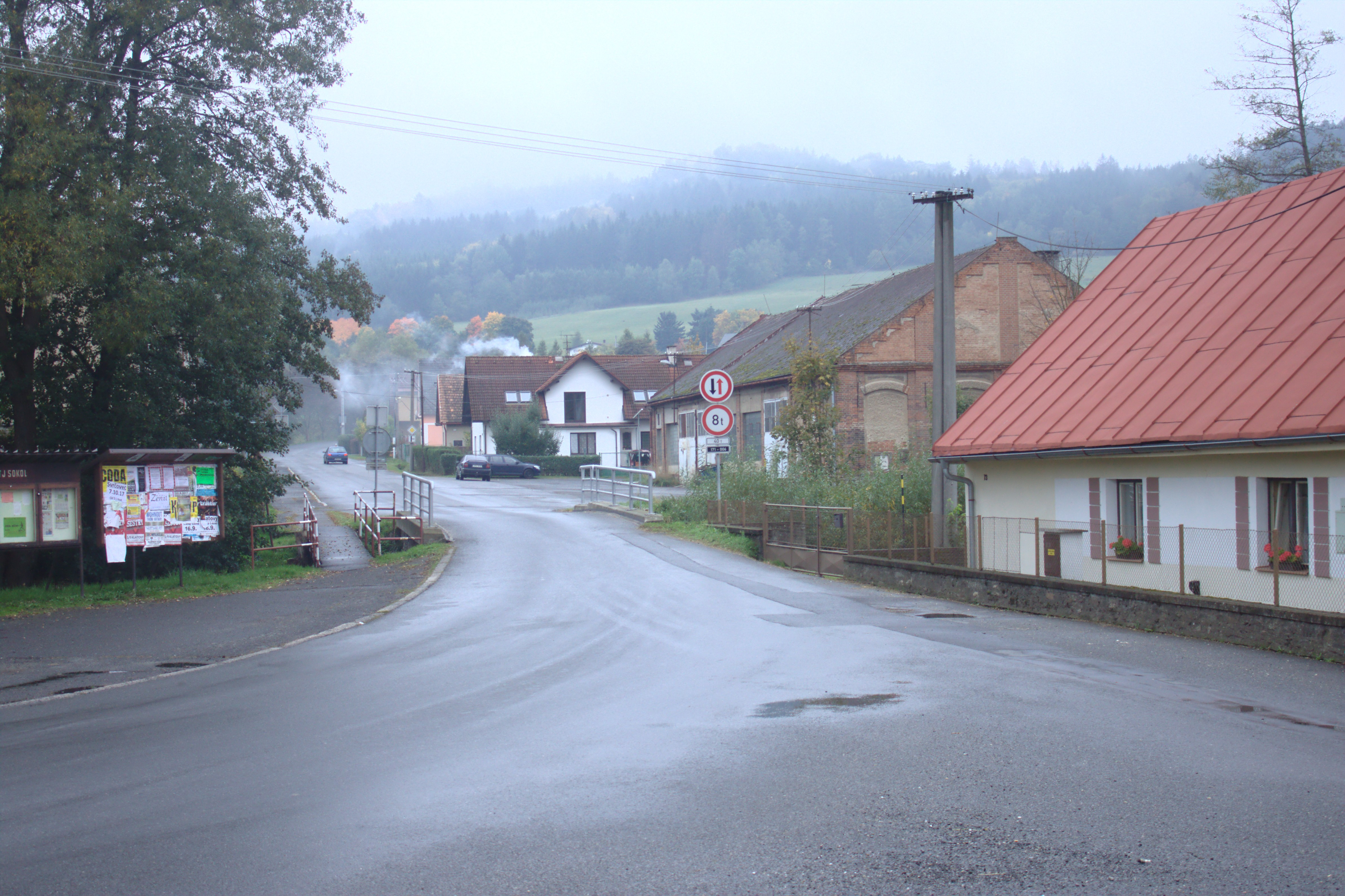
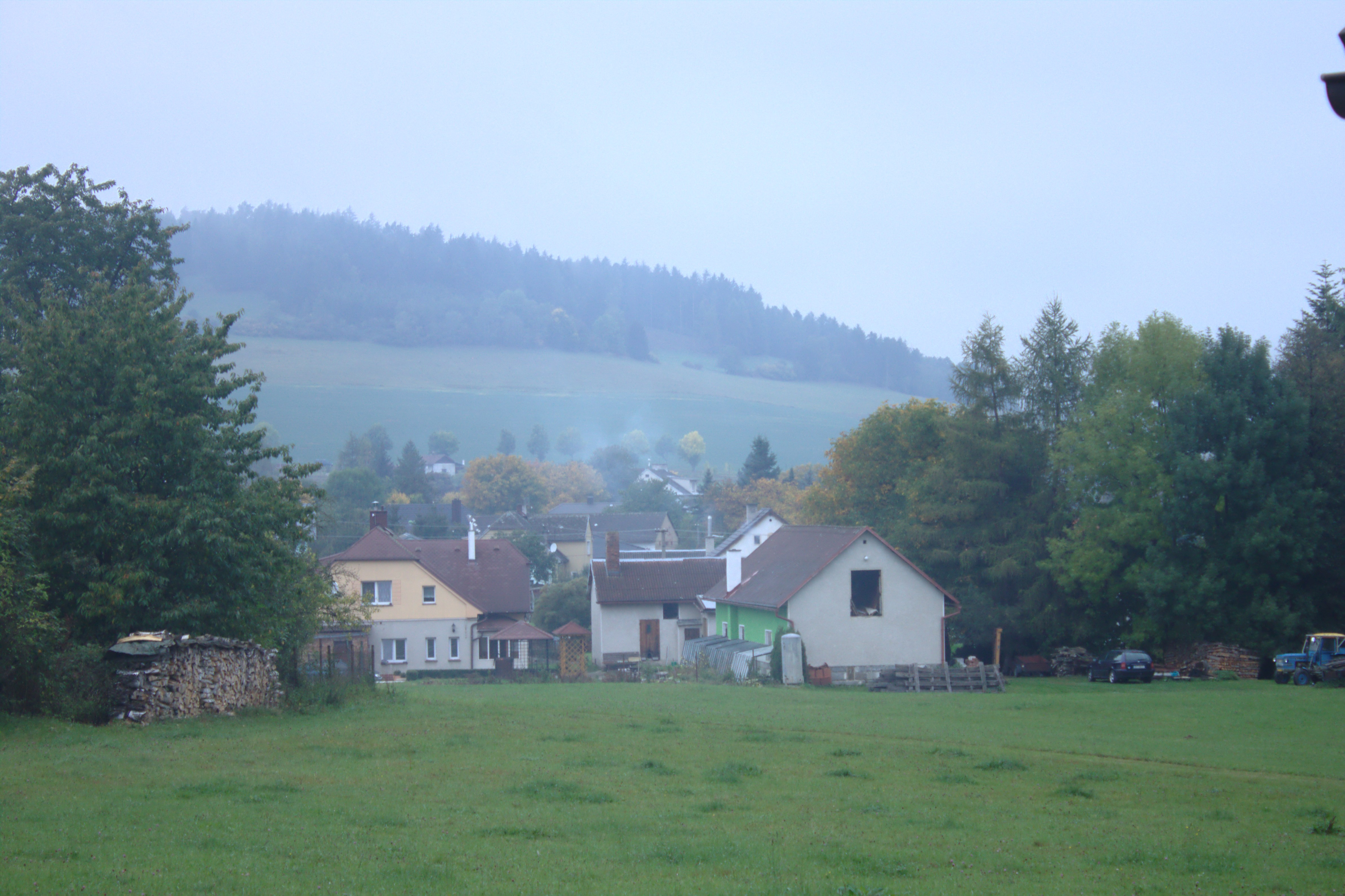
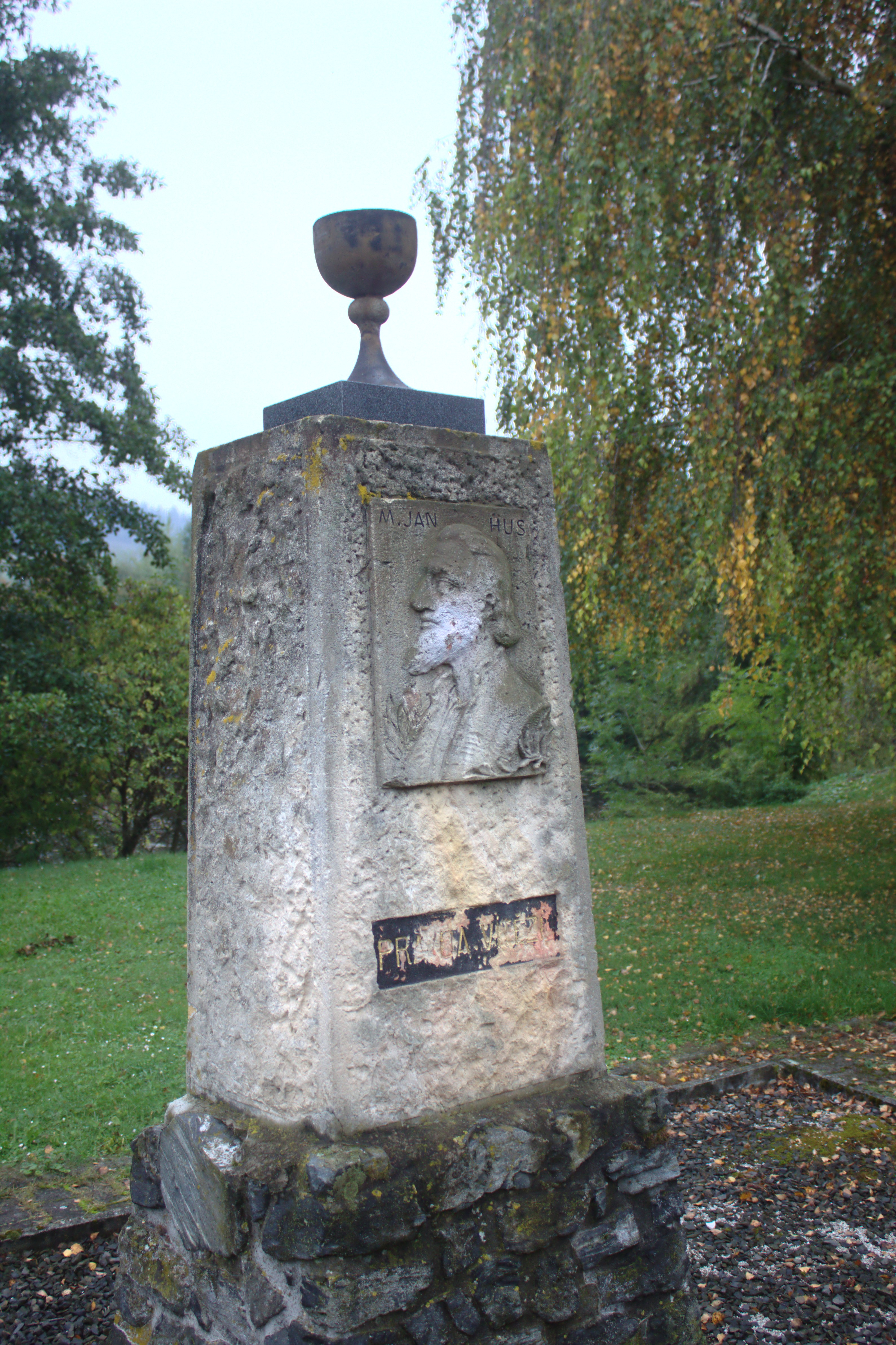